# Quest (mòdul de l'ISS)

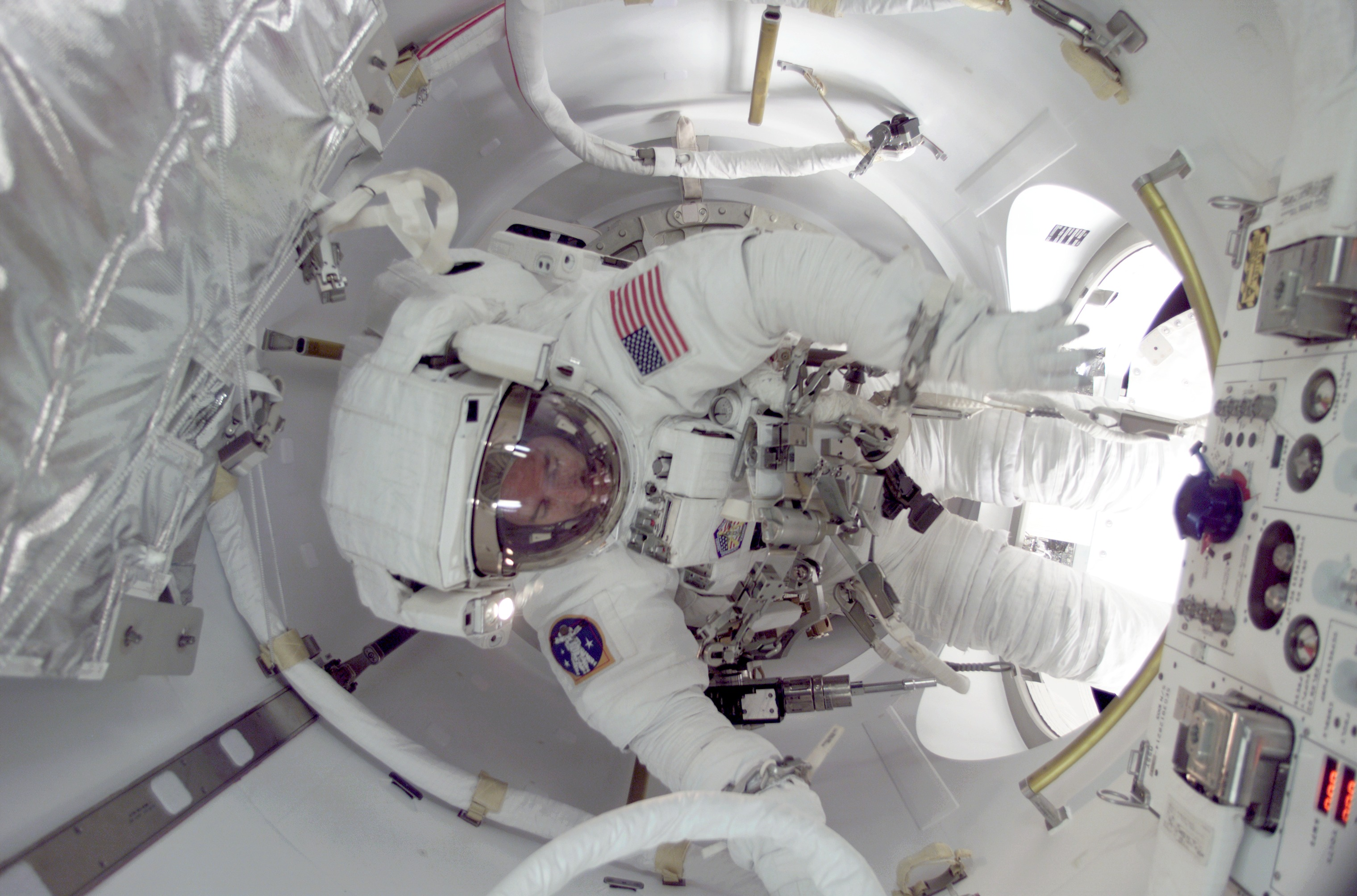
James F. Reilly utilitzant la nova cambra d'aire del Quest pel primer passeig espacial des de l'Estació Espacial Internacional

La cambra del Quest, prèviament coneguda com el mòdul resclosa, és la principal resclosa d'aire per l'Estació Espacial Internacional. La Quest va ser dissenyada per ser el lloc per realitzar passeigs espacials tant amb les EMU com amb els vestits espacials Orlan. La resclosa d'aire va ser llançada durant la missió STS-104 el 14 de juliol de 2001. Abans de l'acoblament de la Quest, els passeigs espacials russos usant els vestits Orlan solament podien dur-se a terme a través del mòdul de servei Zvezdà i els passeigs espacials dels Estats Units usant les EMUs eren només possibles quan estava acoblat un transbordador espacial. L'arribada de la Pirs el 16 de setembre de 2001 va proporcionar una altra resclosa d'aire des de la qual es podien dirigir els passeigs espacials russos.

## Especificacions de la resclosa
- Material: alumini
- Longitud: 5,5 m
- Diàmetre: 4 m
- Peso: 6064 kg
- Volum: 34 m³
- Cost: $164 milions, incloent els tancs[1][2]